# Аґсартан II
Аґсартан, Ашсартін, Ахсартан II (*აღსართან II, д/н — після 1105) — цар (мепе) Кахетії (Кахеті-Ереті) з 1102 до 1105 року.

## життєпис
Походив з вірменської династії Кюрянінів. Син або небіж кахетинського царя Квіріке IV, після смерті якого 1102 року успадкував трон. Намагався маневрувати між гянджійським еміратом і царством Картлі. Втім, не зміг зміцнити царський авторитет серед знаті. Тому кахетинські феодали (азнаури) з огляду на збільшення загрози з боку сельджуків стали орієнтуватися на картлійського царя Давида IV.
У 1104 році внаслідок змови Аґсартана II було повалено дідебулі Аріксіаном, Кавтаром і Барамом. Але йому на допомогу прийшли війська Гянджійського емірату. 1105 року в вирішальній битві біля Ерцухі Давид IV разом з кахетинцями завдав рішучої поразки військам емірату. Внаслідок цього остаточно приєднав Кахетію та Ереті до свого царства. Подальша доля Аґсартана невідома.